# حادثة موكدين
 حادثة موكدين  المعروفة أيضًا في اليابان باسم  الحادثة المنشورية  وفي الصين باسم  حادثة 18 سبتمبر  وهي حادثة خطط لها الجيش الياباني كذريعة غزو الجزء الشمالي من الصين المعروف بمنشوريا عام 1931.
ففي 18 سبتمبر 1931، فجّر الملازم الياباني كاواموتو سيوموري كمية صغيرة من الديناميت بالقرب من سكة حديد تابعة لسكك حديد جنوب منشوريا اليابانية قرب موكدين (الآن شنيانغ). وعلى الرغم من أن الانفجار كان ضعيفًا لدرجة أنه فشل في تحطيم القضبان أمام القطار الذي مرّ بعد دقائق، إلا أن الجيش الإمبراطوري الياباني اتهم المقاومة الصينية مسئولية الحادث، وأتبعته بغزو شامل أدى إلى احتلال منشوريا، والتي أسست فيها اليابان دولة عميلة تحت اسم «مانشوكو» بعد ستة أشهر.
قوبلت الحادثة باستهجان من المجتمع الدولي، مما أدى إلى عزل اليابان دبلوماسيًا وانسحابها من عصبة الأمم.

## خلفية
بدأ الحضور الاقتصادي الياباني والاهتمام السياسي بمنشوريا في النمو منذ نهاية الحرب الروسية-اليابانية (1904-1905). منحت معاهدة بورتسموث -التي أنهت الحرب- اليابان حق تأجير فرع جنوب مانشوريا للسكك الحديدية (من تشانغتشون إلى لوشونكو) للسكك الحديدية في الشرق الأقصى الصيني. ومع ذلك، ادعت الحكومة اليابانية أن هذه السيطرة شملت جميع الحقوق والامتيازات التي منحتها الصين لروسيا في معاهدة لي-لوبانوف في عام 1896، إذ وُسعت بموجب اتفاقية تأجير كوانتونج لعام 1898. شمل هذا الإدارة الكاملة والحصرية داخل منطقة سكك حديد جنوب منشوريا. تمركز حراس السكك الحديدية اليابانية داخل المنطقة لتوفير الأمن للقطارات ومساراتها. ومع ذلك، فقد كان هؤلاء الحراس جنودًا يابانيين نظاميين، وكثيرًا ما قاموا بمناورات خارج مناطق السكك الحديدية. كان هناك العديد من التقارير عن غارات على القرى الصينية المحلية من قبل الجنود اليابانيين الذين شعروا بالملل، وتُجوهلت جميع الشكاوى من قبل الحكومة الصينية.
كانت الحكومة الصينية المشكلة حديثًا تحاول في هذا الوقت استعادة حقوق أمتها. إذ بدأوا في الادعاء أن جميع المعاهدات بين الصين واليابان باطلة. أعلنت الصين أيضًا عن إجراءات جديدة، نتج عنها طرد السكان اليابانيين (متضمنين الكوريين والتايوانيين إذ كانت كلتا المنطقتين تحت الحكم الياباني في هذا الوقت) الذين استقروا في المناطق الحدودية، وفتحوا متاجر، أو بنوا منازل داخل الصين دون أي تعويض. حاول أمير الحرب المنشوري تشانغ زولين منع الامتيازات اليابانية أيضًا، لكنه اُغتيل على يد جيش كوانتونغ الياباني. انضم زانغ شيوليانغ -نجل تشانغ زولين وخليفته- إلى حكومة نانجينغ بقيادة شيانغ كاي-شيك مدفوعًا بمشاعره المعادية لليابان. رفضت السلطات الصينية الاعتراضات الرسمية اليابانية على الاضطهاد الواقع على اليابانيين داخل الأراضي الصينية.
أدى الصراع الصيني-السوفيتي عام 1929 (يوليو-نوفمبر) حول السكك الحديدية الشرقية الصينية إلى زيادة التوتر في الشمال الشرقي، وهو ما سيؤدي إلى حادثة موكدين. لم يؤكد انتصار الجيش الأحمر السوفيتي على قوات زانغ شيوليانغ فقط السيطرة السوفيتية على السكك الحديدية الشرقية الصينية في منشوريا، ولكن كشف النقاب أيضًا عن نقاط الضعف العسكرية الصينية التي سرعان ما لاحظها ضباط جيش كوانتونغ اليابانيين.
أذهل أداء الجيش الأحمر السوفيتي أيضًا المسؤولين اليابانيين. كانت منشوريا مركزية في سياسة اليابان لشرق آسيا. أعاد مؤتمرا المنطقة الشرقية الإمبراطورية عامي 1921 و1927 تأكيد التزام اليابان بأن تكون هي القوة المهيمنة في منشوريا. هز انتصار الجيش الأحمر عام 1929 هذه السياسة بقوة، وأعاد فتح مشكلة منشوريا. بحلول عام 1930، أدرك جيش كوانتونغ أنهم واجهوا الجيش الأحمر الذي كان ينمو بمرور الوقت ليصبح أقوى. كان وقت العمل يقترب، وسُرعت الخطط اليابانية لغزو شمال شرق الصين.
عقد مؤتمر القيادة الوطنية للصين في نانجينغ في أبريل 1931 بين شيانغ كاي-شيك وتشانغ شيويليانغ. واتفقوا على تأكيد السيادة الصينية في منشوريا بقوة. من ناحية أخرى، بدأ بعض ضباط جيش كوانتونغ بالتآمر لغزو منشوريا سرًا. بينما أراد ضباط آخرون دعم المتآمرين في طوكيو.

## الأحداث
اعتقادًا بأن صراعًا في منشوريا سيكون في مصلحة اليابان، وتصرفًا بروح المفهوم الياباني للجيكوكوجو، قام الكولونيل في جيش كوانتونغ سيشيرو إيتاجاكي، والمقدم كانجي إيشيوارا بشكل مستقل بوضع خطة لدفع اليابان لغزو منشوريا، وذلك من خلال التحريض على حادث من القوات الصينية المتمركزة في مكان قريب. ومع ذلك، فبعد أن أرسل وزير الحرب الياباني جيرو مينامي اللواء يوشيتسوغو تاتيكاوا إلى منشوريا لغرض محدد هو كبح العصيان والسلوك العسكري لجيش كوانتونغ، عرف إيتاجاكي وإيشيوارا أنه لم يعد لديهم ترف انتظار رد الصينيين على استفزازاتهم، وأن عليهم تنظيم أنفسهم.
اختار إيتاجاكي وإيشيوارا تخريب جزءًا من السكك الحديدية في منطقة قريبة من بحيرة ليوتياو. لم يكن للمنطقة اسم رسمي ولم تكن ذات أهمية عسكرية، لكنها كانت تبعد 800 متر فقط من الحامية الصينية في بيدايينغ، حيث تمركزت القوات تحت قيادة «المارشال الصغير» تشانغ شيويليانغ. كانت الخطة اليابانية هي اجتذاب القوات الصينية من خلال إحداث انفجار، ثم إلقاء اللوم عليهم لأنهم تسببوا في هذا الاضطراب من أجل توفير ذريعة لغزو ياباني رسمي. بالإضافة إلى ذلك، كانوا ينوون جعل التخريب يبدو أكثر إقناعًا كهجوم صيني منظم على هدف هام، وبالتالي جعل رد الفعل الياباني المتوقع يبدو كإجراء مشروع لحماية خط سكة حديد حيوي ذو أهمية صناعية واقتصادية. أطلقت الصحافة اليابانية على موقع اسم خندق ليوتياو، أو جسر ليوتياو، في حين أن الموقع كان في الحقيقة جزءًا صغيرًا للسكك الحديدية على مساحة من الأرض المنبسطة. كان خيار وضع المتفجرات في هذا الموقع هو منع إعادة البناء الواسعة النطاق التي كانت ستكون واجبة إذا كان الموقع بالفعل جسرًا للسكك الحديدية.

## الحادث
أنهى العقيد سيشيرو إيتاجاكي، والمقدم كانجي إيشيوارا، والعقيد كينجي دويهارا، والرائد تاكايوشي تاناكا خططهم لافتعال الحادث بحلول 31 مايو 1931.
نُفذت الخطة عندما قام الملازم أول سويموري كوموتو من وحدة جاريسون المستقلة من فوج المشاة التاسع والعشرين الذي كان يحرس سكك حديد جنوب منشوريا بوضع متفجرات بالقرب من مسار السكك الحديدية، ولكن بعيدًا بما يكفي لعدم إحداث ضرر حقيقي. انفجرت المتفجرات في حوالي الساعة 10:20 مساءً في يوم 18 سبتمبر. وبرغم ذلك، كان الانفجار طفيفًا، وأتلف جزءًا طوله 1.5 متر على جانب واحد من السكك الحديدية. بل أن قطارًا من تشانغتشون مر بالموقع على هذا المسار المتضرر دون صعوبة، ووصل إلى شنيانغ في الساعة 10:30 مساء.

## غزو منشوريا
في صباح يوم 19 سبتمبر، أطلقت قطعتان مدفعيتان مثبتتان في نادي ضباط موكدين النار على الحامية الصينية القريبة، ردًا على الهجوم الصيني المزعوم على السكك الحديدية. دُمرت القوة الجوية الصغيرة لزانغ شيوليانغ، وفر جنوده من ثكنات بيدايينغ المدمرة، حيث هاجم خمسمائة جندي ياباني الحامية الصينية التي يبلغ قوامها حوالي سبعة آلاف جندي. لم تكن القوات الصينية ندًا للقوات اليابانية المتمرسة. انتهى القتال بحلول المساء، واحتل اليابانيون موكدين بعد مقتل خمسمائة صيني، ويابانيين اثنين فقط.
صُدم القائد العام لجيش كوانتونغ الجنرال شيغيرو هونجو في داليان في إقليم كوانتونج المستأجر في البداية بسبب تنفيذ خطة الغزو دون إذنه، لكنه أقتنع في النهاية عن طريق إيشيوارا لمنحه موافقته بعد أن أصبح أمرًا واقعًا. نقل هونجو مقر جيش كوانتونغ إلى موكدين، وأمر الجنرال سينجورو هاياشي من الجيش الياباني المختار في كوريا بإرسال تعزيزات. وفي الساعة 04:00 يوم 19 سبتمبر، أُعلن أن موكدين قد أصبحت مؤمنة.
أمر زانغ شيوليانغ رجاله مباشرة بعدم خوض القتال، وأن يخزنوا أي أسلحة عندما غزا اليابانيون المنطقة. ونتيجة لذلك، نجح الجنود اليابانيون في احتلال وتحصين المدن الكبرى في تشانغتشون، وداندونغ، والمناطق المحيطة بها بسهولة. ومع ذلك، بدأ الجنرال ما زانشان حاكم هيلونغجيانغ بالإنابة المقاومة مع جيشه الإقليمي في نوفمبر، وتبعه في يناير الجنرالان تينغ تشاو، ولي دو مع قواتهما المحلية في جيلين. اجتاح الجيش الإمبراطوري الياباني على الرغم من هذه المقاومة جميع البلدات والمدن الرئيسية في مقاطعات لياونينغ، وجيلين، وهيلونغجيانغ في غضون خمسة أشهر من حادثة موكدين.

## وصلات خارجية
- World War II Database- Manchurian Incident
- Manchurian Crisis